# Ban Lung
Ban Lung is een stad in Cambodja en is de hoofdplaats van de provincie Ratanakiri.
Ban Lung telt ongeveer 17.000 inwoners.

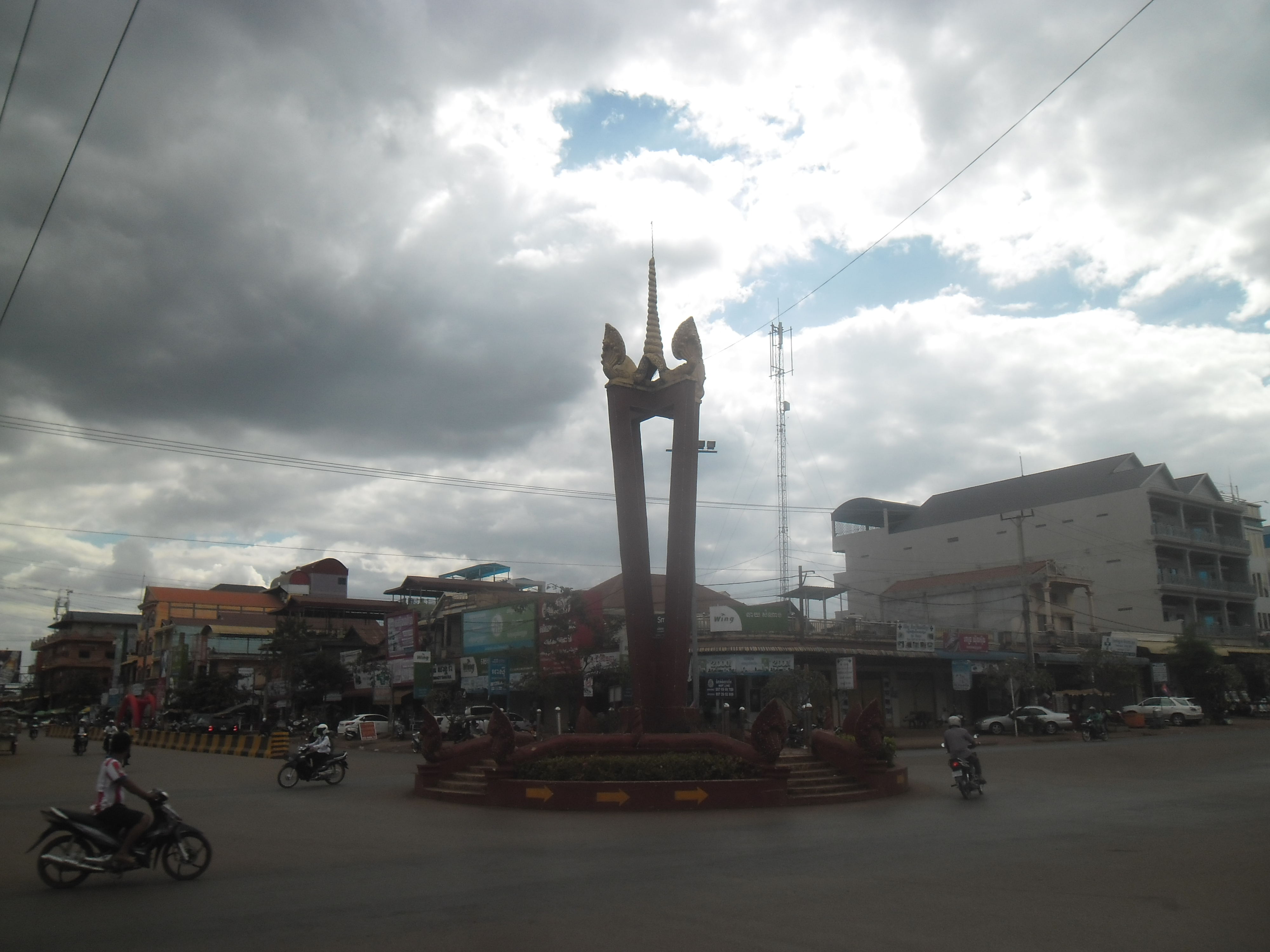
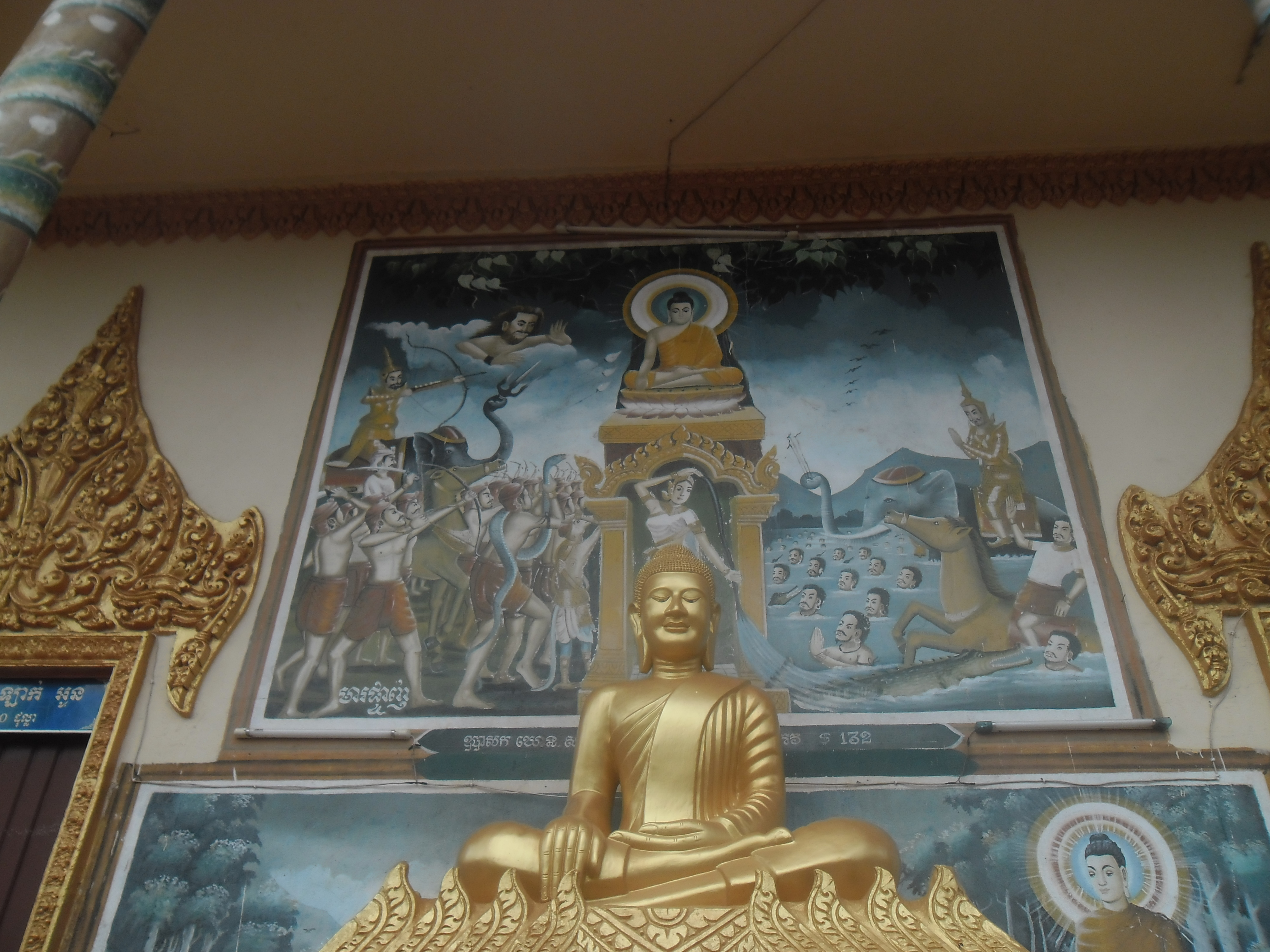
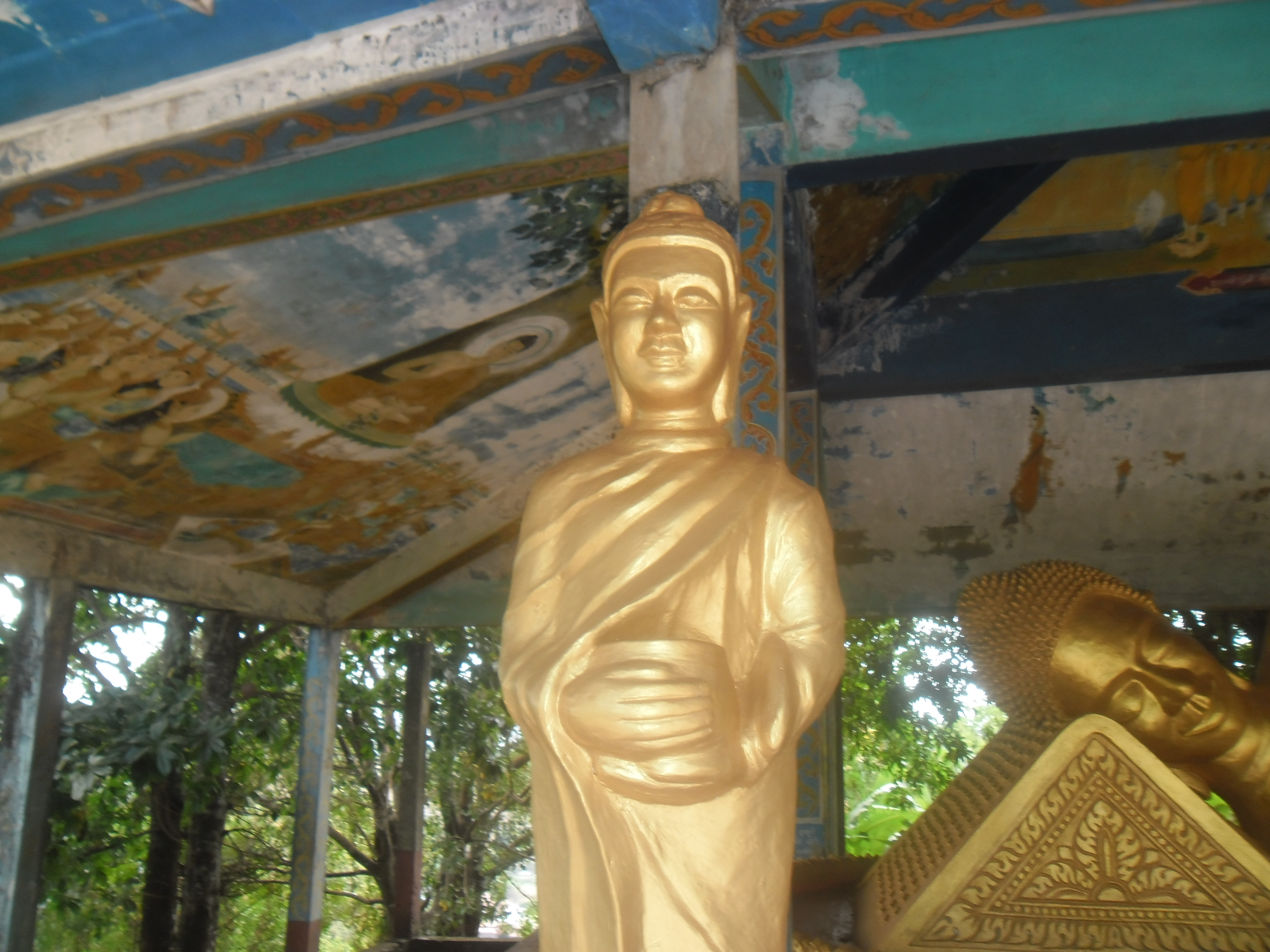
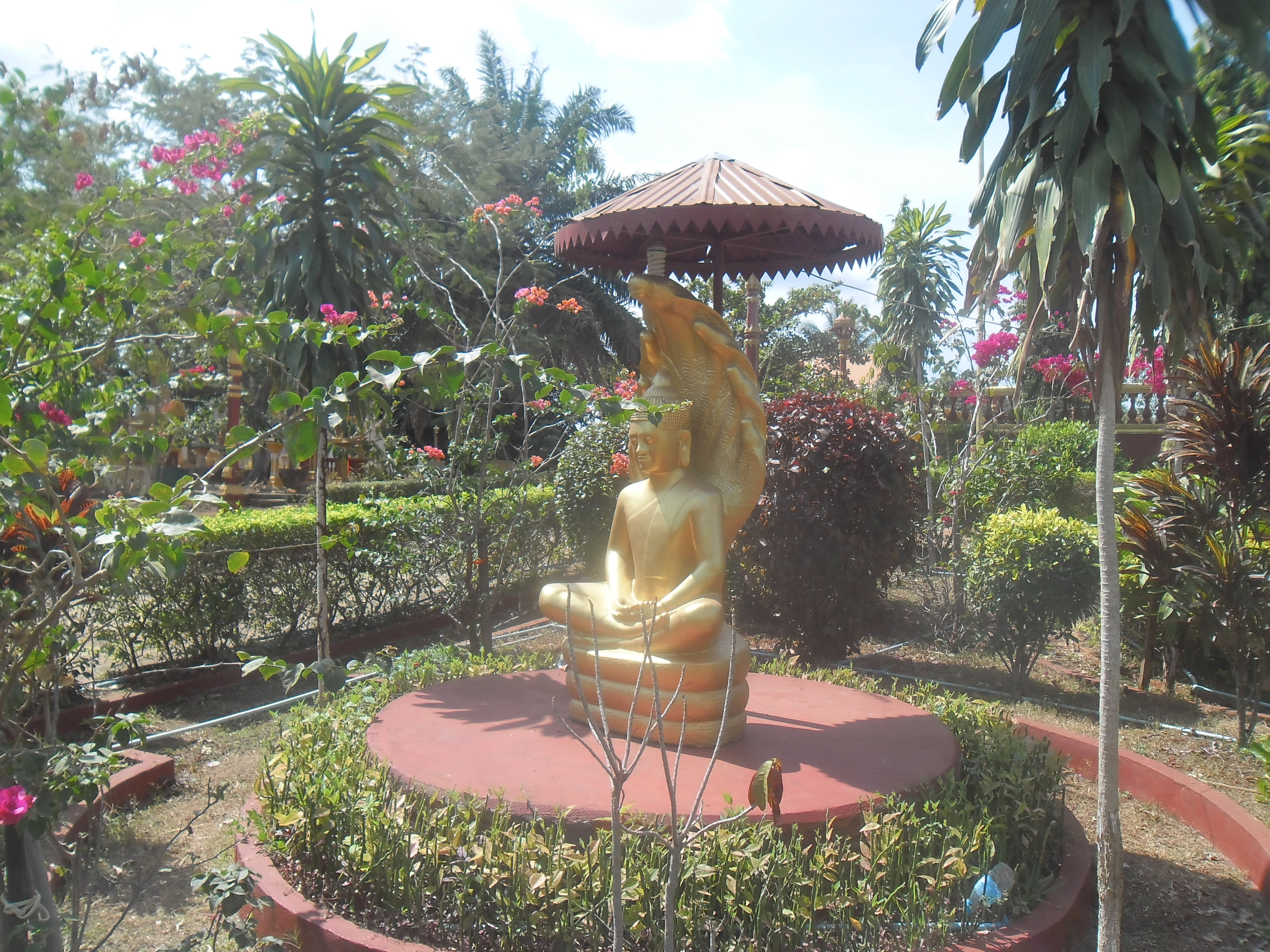
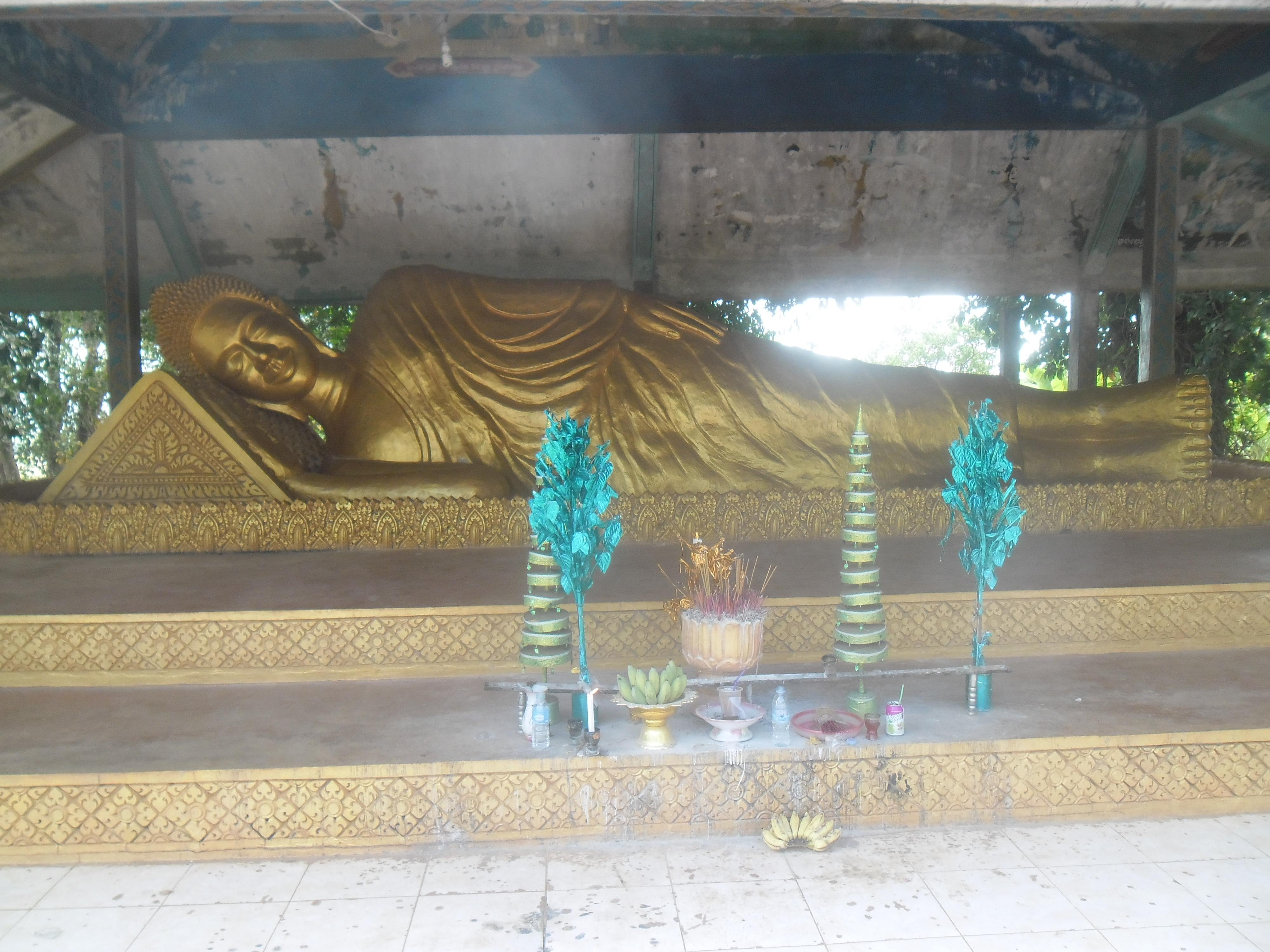
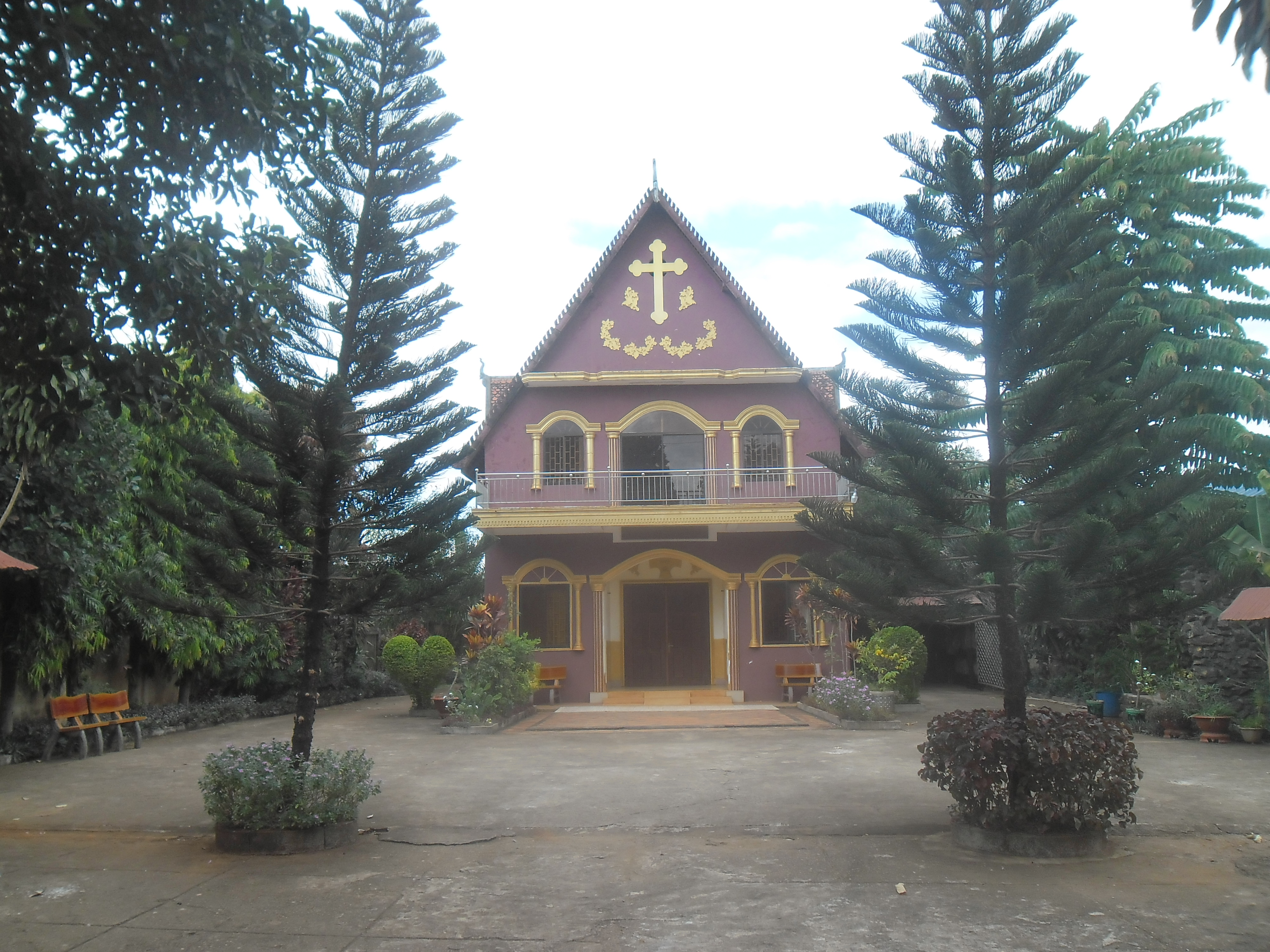
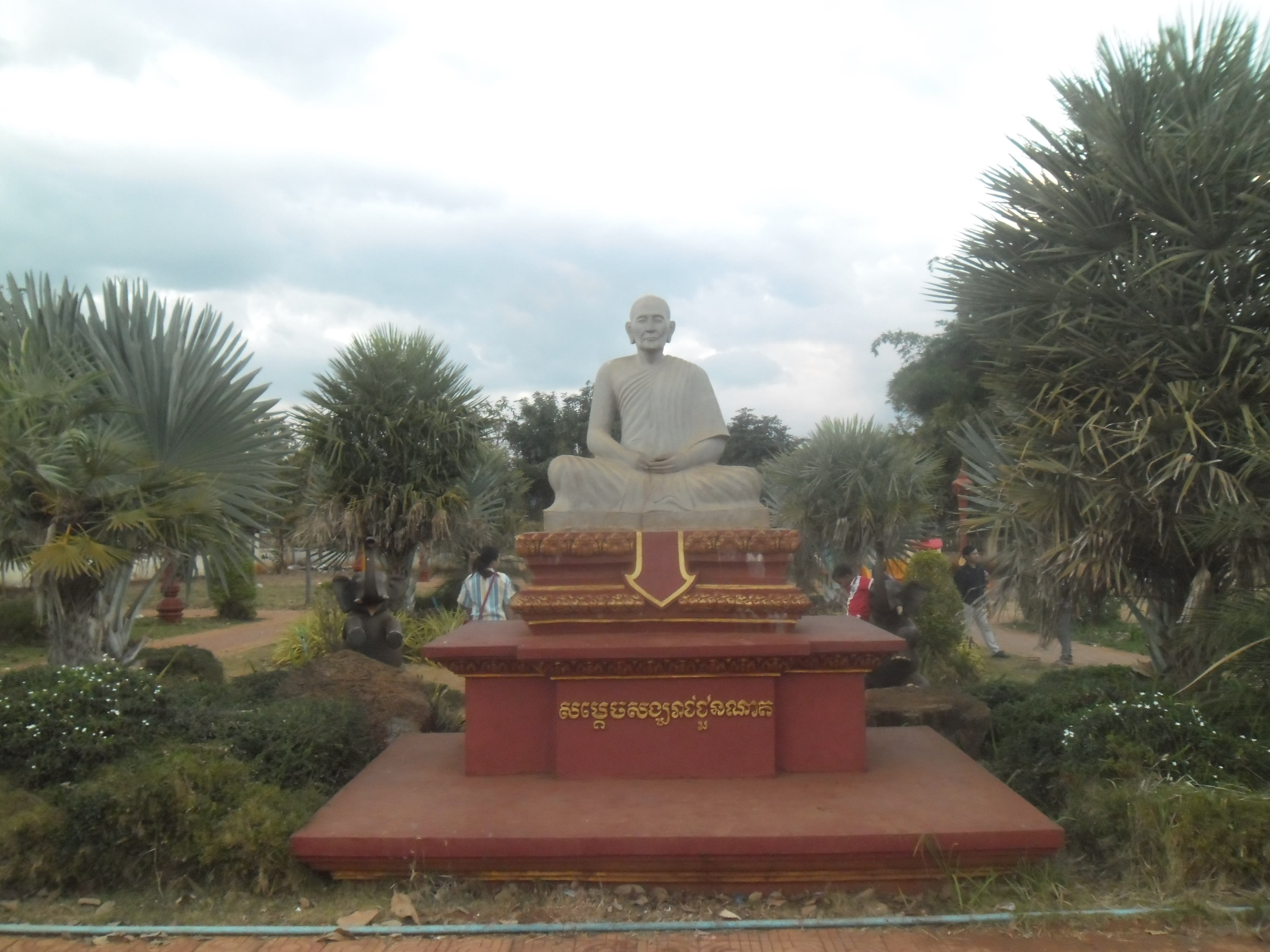
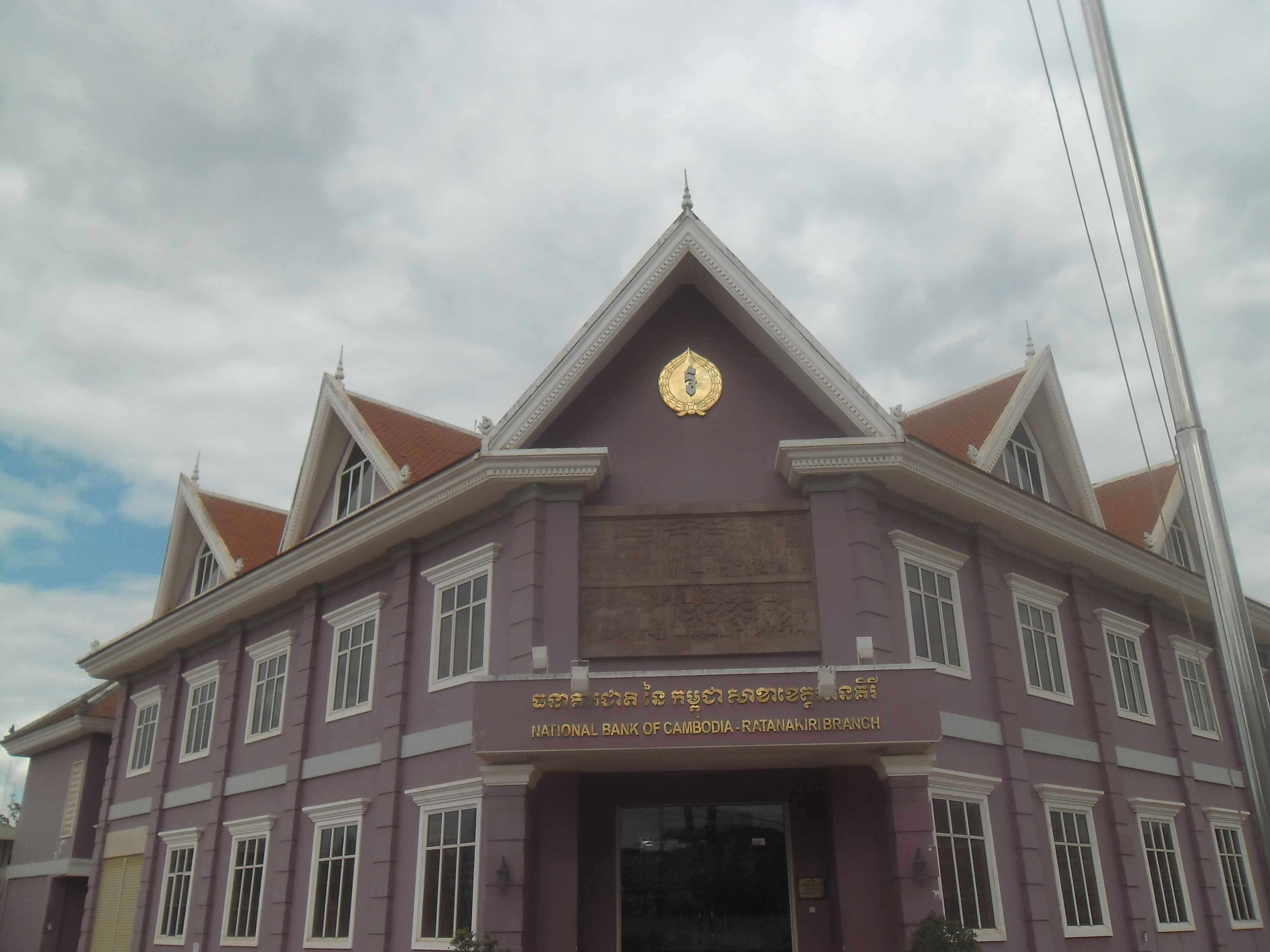
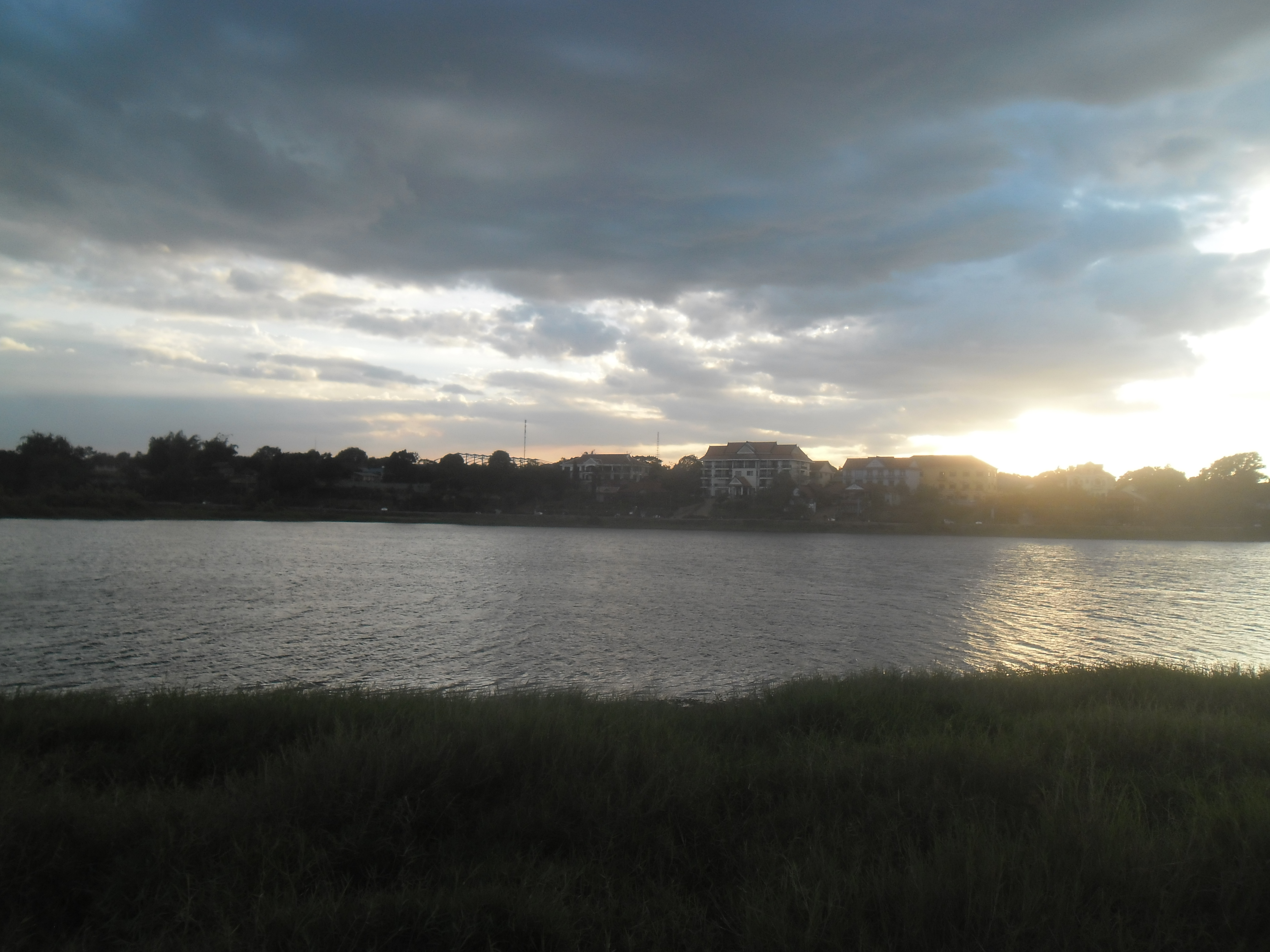
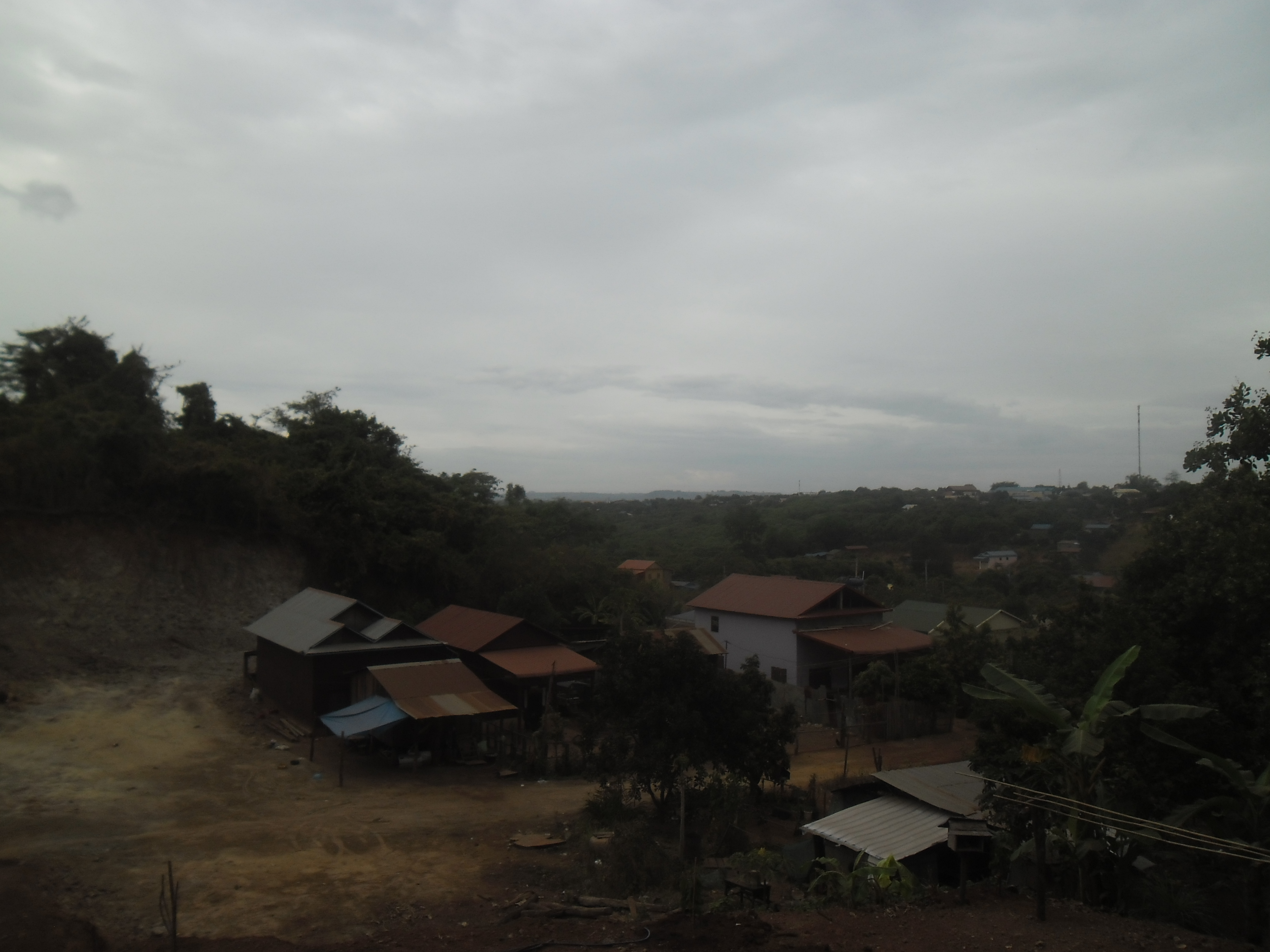